# Infecção pelo vírus Nipah
A infecção pelo vírus Nipah é uma infecção viral causada pelo vírus Nipah, cujos sintomas variam de nenhum a febre, tosse, dor de cabeça, falta de ar e confusão. Isso pode piorar e virar coma ao longo de um ou dois dias. As complicações podem incluir inflamação do cérebro e convulsões após a recuperação.
O vírus Nipah (NiV) é um tipo de vírus RNA do gênero Henipavirus. O vírus circula normalmente entre tipos específicos de morcegos frugívoros. Pode ser transmitido tanto entre pessoas como de outros animais para pessoas. A propagação normalmente requer contato direto com uma fonte infectada. O diagnóstico é baseado nos sintomas e confirmado por testes laboratoriais.
O manejo da doença envolve cuidados de suporte. Conforme dados de 2023, não há vacina nem tratamento específico. A prevenção consiste em evitar a exposição a morcegos e porcos doentes e não beber seiva crua de tamareira. Estima-se que, em maio de 2018, tenham ocorrido cerca de 700 casos humanos e que 40 a 75% dos infectados morreram. Em maio de 2018, um surto da doença resultou em 17 mortes no estado indiano de Kerala.
A doença foi identificada pela primeira vez em 1998, durante um surto na Malásia, ⁣enquanto o vírus foi isolado em 1999. Recebeu o nome de uma aldeia na Malásia, Sungai Nipah. Os porcos também podem ser infectados e milhões foram mortos pelas autoridades malaias em 1999 para impedir a propagação da doença.